# Carol Huỳnh
Carol Huynh (sinh 16 tháng 11 năm 1980) là một vận động viên đấu vật tự do người Canada. Tại Thế vận hội Mùa hè 2008 cô là người đầu tiên giành huy chương vàng cho đội tuyển Canada sau khi cô thắng môn đấu vật tự do cho hạng 48 kg.

## Tiểu sử
Carol Huynh sinh ra tại Hazelton, British Columbia. Cha mẹ cô là người Việt gốc Hoa: mẹ cô sinh ra ở Việt Nam và cha cô sinh ra ở Trung Quốc nhưng đã di cư đến Việt Nam khi ông 3 tuổi. Sau 1975, cha mẹ cô cùng hai người con vượt biên khỏi Việt Nam và xin tị nạn tại Canada. Hai vợ chồng định cư tại Hazelton sau khi được Giáo hội Thống nhất ở đó tài trợ . Carol là người con đầu tiên sinh ra tại Canada .
Lớn lên trong một gia đình có các em gái là đô vật, cô bắt đầu đấu vật khi lên 15 tuổi. Cô gia nhập Đại học Simon Fraser năm 1998, lấy bằng cử nhân tâm lý học. Năm 2005, cô kết hôn với Dan Biggs. Huấn luyện viên của cô là Leigh Vierling, chồng của vô địch thế giới môn đấu vật Christine Nordhagen.
Cô tham gia trong đội tuyển Canada tại Thế vận hội Mùa hè 2008 tại Bắc Kinh. Ngày 16 tháng 8, cô thắng huy chương vàng, trở thành vận động viên nữ đoạt huy chương đô vật thứ nhì cho Canada, sau Tonya Verbeek với huy chương bạc vào năm 2004. Cô là vận động viên nữ giành huy chương vàng về đô vật đầu tiên cho Canada.
Tại thế vận hội mùa hè 2012 diễn ra tại Luân Đôn, cố đã giành được huy chương đồng môn vật do nữ hạng cân 48 kg sau khi vượt qua Vanesa Kaladzinskaya của Belarus, Nguyễn Thị Lụa của Việt Nam, thua bán kết bởi Hitomi Obara của Nhật Bản và vượt Isabelle Sambou của Sénégal.

## Thành tích thi đấu
Danh sách này không đầy đủ, bạn cũng có thể giúp mở rộng danh sách.
| Giải đấu                           | Nội dung thi đấu         | Kết quả | Ghi chú                                                               |
| ---------------------------------- | ------------------------ | ------- | --------------------------------------------------------------------- |
| Thế vận hội Mùa hè 2008            | Đấu vật tự do 48 kg (nữ) | Vàng    | VĐV Canada đầu tiên giành huy chương vàng tại Thế vận hội Mùa hè 2008 |
| Vô địch Đấu vật FILA Thế giới 2007 |                          | 5       | [ 2 ] [ 8 ]                                                           |
| 2007 Pan Am                        |                          | Vàng    | [ 2 ] [ 8 ] [ 10 ]                                                    |
| Vô địch Đấu vật Canada 2006        | Nữ 48 kg                 | Vô địch | [ 11 ]                                                                |
| CIS 2006                           |                          | Vô địch | [ 10 ]                                                                |
| Vô địch Đấu vật FILA Thế giới 2006 |                          | 5       | [ 2 ] [ 8 ]                                                           |
| World Cup 2006 cho Đấu vật         | Tự do 48 kg (nữ)         | Bạc     | [ 2 ]                                                                 |
| Canada Cup 2006                    |                          | 2       | [ 11 ]                                                                |
| Golden Grand Prix 2006             |                          | 1       | [ 2 ]                                                                 |
| Kiev International 2006            |                          | 1       | [ 11 ]                                                                |
| Vô địch Đấu vật FILA Thế giới 2005 | Tự do 48 kg (nữ)         | Đồng    | [ 2 ] [ 8 ]                                                           |
| 2005 Universiade                   |                          | Vàng    | (University World Championships)                                      |
| World Cup 2004                     | Tự do 48 kg (nữ)         | Đồng    |                                                                       |
| Đội tuyển Thế vận hội Canada 2004  |                          | 2       | [ 8 ]                                                                 |
| World Cup 2003                     | 44 kg                    | Đồng    | [ 2 ] [ 8 ]                                                           |
| Vô địch Đấu vật FILA Thế giới 2002 | Tự do 44 kg (nữ)         | 5       | [ 2 ] [ 8 ]                                                           |
| Vô địch Đấu vật FILA Thế giới 2001 | Tự do 46 kg (nữ)         | Bajc    | [ 2 ] [ 8 ]                                                           |
| Vô địch Đấu vật FILA Thế giới 2000 | Tự do 46 kg (nữ)         | Đồng    | [ 2 ] [ 8 ]                                                           |
| 2000 Junior Worlds                 | 46 kg (nữ)               | 9       | [ 2 ] [ 8 ]                                                           |
| 1999 Junior Worlds                 | 46 kg (nữ)               | 7       | [ 2 ] [ 8 ]                                                           |